# ポーゼンの和約
ポーゼンの和約（ポーゼンのわやく、ドイツ語: Frieden von Posen）は、1806年12月11日にポーゼンで締結された、フランスと（プロイセン王国の同盟国である）ザクセンの間の講和条約。ザクセンは第四次対仏大同盟戦争で敗れた結果、この条約で2,500万フランの賠償金の支払いに同意、ライン同盟に参加した。また同時にザクセンは王国に昇格した。